# 第36機甲師団 (イスラエル国防軍)
第36師団（だい36しだん、ヘブライ語: אוגדה 36(Ugda 36),英語: 36th Division）は、イスラエル国防軍の師団の一つである。
北部方面軍所属の現役機甲師団。通称として「アブトゥバ・ガアシュ」（火山部隊、ヘブライ語: עוצבת געש(Avtbah Ga'ash)）という名称も使われる。第三次中東戦争、第四次中東戦争、第一次レバノン戦争に参加した。
部隊名について、ヘブライ語を直訳すると単に「第36師団」だが、多くの資料では「第36機甲師団」としているので本文もそれに従う。

## 概要

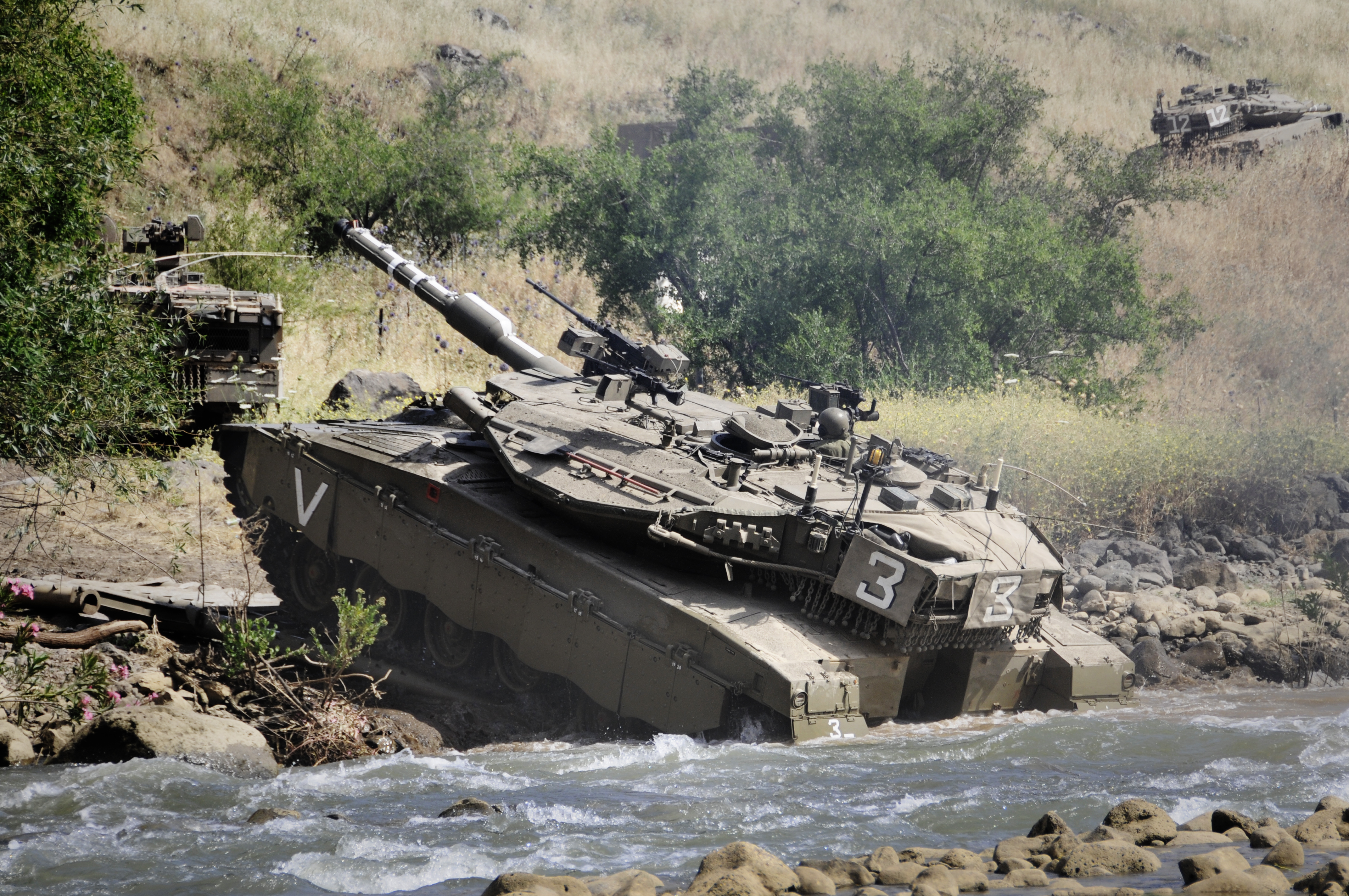
ゴラン高原で訓練を行う第188機甲旅団のメルカバ Mk.3D

第36機甲師団は2014年2月からイスラエル北部軍管轄化に入ったイスラエル国防軍機甲部隊で最も規模の大きい機甲師団で、イスラエル陸軍指揮本部(GOC Army headquarters）の指揮下にある。
第36機甲師団は1954年に編成され、1958年までアブラハム・ヨッフェ少将の指揮下にあった。
1967年の第三次中東戦争時には、ヨルダン川西岸地区の北部での戦闘に従事した。戦争後はゴラン高原南部を主な活動地域とした。1969年から1972年まではシュムエル・ゴネン少将、1972年から1974年にはラファエル・エイタン少将によって指揮された。
1973年の第四次中東戦争では、第36機甲師団隷下の第7機甲旅団、第188機甲旅団のショットカル戦車部隊が、ゴラン高原から進撃してくるシリア軍の戦車部隊を食い止める激戦を戦った。この戦いでは約100両のイスラエル軍戦車、700両以上に及ぶシリア軍の戦車や装甲車が破壊され、この地は後に涙の谷と呼ばれた。
1978年のリタニ作戦においても第36機甲師団は主力部隊の一つとして作戦に参加した。1982年のレバノン侵攻作戦では、海岸沿いのルートからレバノンの首都ベイルートへの進撃をおこなった。

## 所属部隊

イスラエル国防軍 第36機甲師団 組織図

### 常設部隊
- 第1歩兵旅団 - "ゴラニ歩兵旅団"
- 第7機甲旅団 - "サール・ミー・ゴラン機甲旅団" - メルカバ Mk.4 を装備。
- 第188機甲旅団 - "バラク機甲旅団" - メルカバ Mk.3 を装備。
- 第282砲兵連隊（ヘブライ語版） - "ゴラン砲兵連隊" - M109 155mm自走榴弾砲、M270 MLRSを装備。
- 第389"シオン"信号大隊

### 予備役部隊
- 第6歩兵旅団 - "エツィオニ歩兵旅団"
- 第263機甲旅団 - "チャリオット・オブ・ファイア機甲旅団"